# Jean-Michel Salvator
Jean-Michel Salvator, né le 27 juillet 1961 à Paris, est un journaliste, éditorialiste et dirigeant de presse français. Spécialiste des questions économiques, il a occupé des postes de direction dans plusieurs grands médias français, tant dans la presse écrite que dans l'audiovisuel et le numérique. Il est actuellement chroniqueur à Europe 1 et à L'Opinion, et cofondateur du cabinet de conseil en communication Iconic.

## Biographie

### Formation
Jean-Michel Salvator est titulaire d'une licence de droit, d'une maîtrise de sciences politiques, et est diplômé du Centre de formation des journalistes (CFJ).

### Carrière

#### Débuts dans les médias
Il commence sa carrière en 1985 à France Inter au service politique, puis devient secrétaire de rédaction à Europe 1. Il y occupe plusieurs fonctions : adjoint du service Société, responsable des rubriques Transports et Défense, chef du service Société, chroniqueur économique dans la matinale, puis rédacteur en chef des services politique et économie jusqu'en 1998.

#### Presse écrite
En 1998, il devient rédacteur en chef adjoint au Journal du Dimanche, où il crée les pages Économie. En 2002, il retourne à Europe 1 comme rédacteur en chef de la matinale de 5 à 9 heures.
De novembre 2004 à septembre 2014, il travaille pour Le Figaro où il est successivement directeur délégué des rédactions et directeur de la rédaction du site Figaro.fr.

#### Audiovisuel et numérique
En septembre 2014, il est nommé directeur général adjoint de BFM Business et chargé de la relance du site BFMTV.com. Il devient ensuite directeur des rédactions digitales de SFR Radio TV / NextRadioTV jusqu'en avril 2019.

#### Conseil en communication
En mai 2019, il rejoint le cabinet de conseil Tilder comme directeur associé. En 2023, il cofonde le cabinet Iconic avec Marie-Virginie Klein, spécialisé dans le conseil stratégique et éditorial.

#### Direction du Parisien
Le 1er octobre 2020, il est nommé directeur des rédactions du Parisien / Aujourd’hui en France,,,,.
Il quitte cette fonction le 1er septembre 2022 pour devenir conseiller éditorial et chroniqueur hebdomadaire pour Le Parisien Week-end,.
En octobre 2022, il décline la proposition de prendre la tête de Valeurs Actuelles,.

#### Éditorialiste
Depuis 2004, il intervient régulièrement comme éditorialiste ou chroniqueur sur LCI, franceinfo, BFM Business, BFMTV, RTL, Europe 1, et Le Parisien Week-end.

### Divers
Dans les années 1990, il collabore à l’émission Pégase consacrée à l’aéronautique sur France 3 et participe au lancement du journal pour enfants Mon Quotidien en 1995.

## Publications
Les journalistes sont formidables, coécrit avec Francis Morel, Calmann-Lévy, 2019.
Pouvoirs, d’Étienne Mougeotte avec sa participation, Calmann-Lévy, 2020.